# Peugeot 208
Peugeot 208 (укр. Пежо 208) — субкомпактний автомобіль виробництва Peugeot, який замінив у своєму сегменті Peugeot 207. Продажі в Європі почалися влітку 2012 року.
Перші фото автомобіля з'явилися ще в серпні 2010 року, проте серійний продукт був представлений на Женевському автосалоні в березні 2012 року.
Автомобіль пропонується у версії 3- і 5-дверний хетчбек, версії універсал як в Peugeot 207 не буде, її місце зайняв кросовер Peugeot 2008.

## Перше покоління (2012—2019)

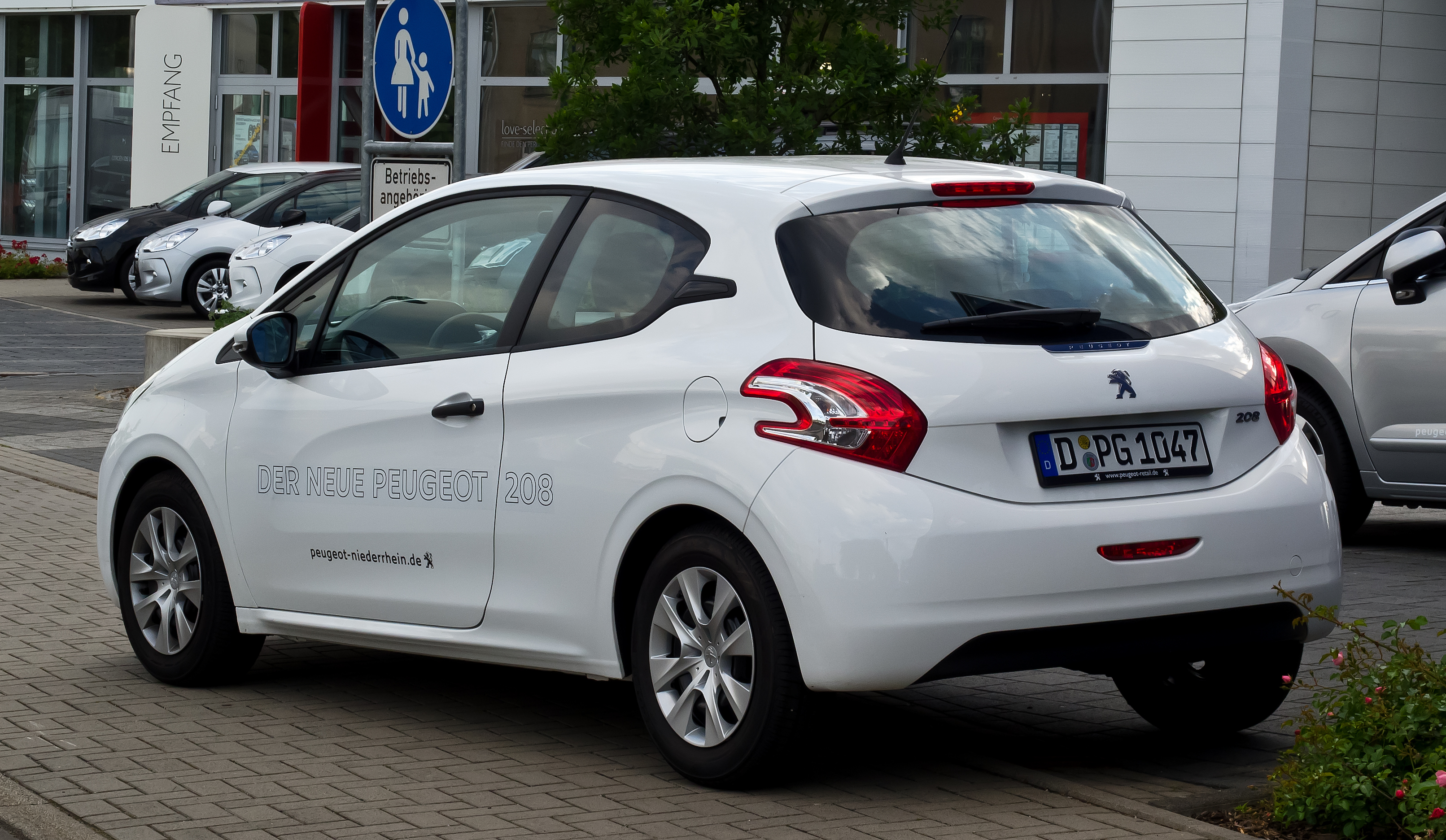
Peugeot 208 3-дв. (2012—2015)

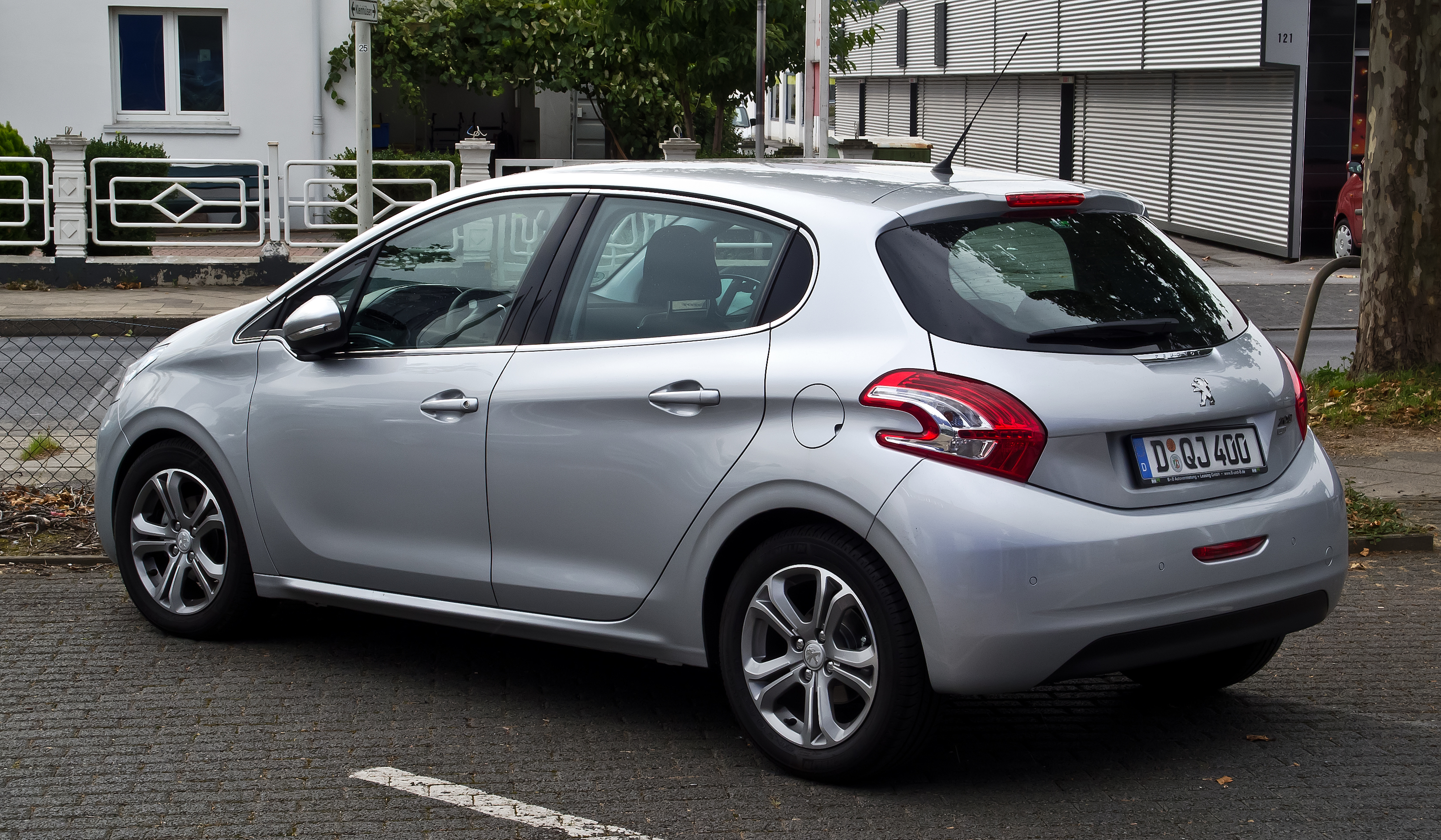
Peugeot 208 5-дв. (2012—2015)

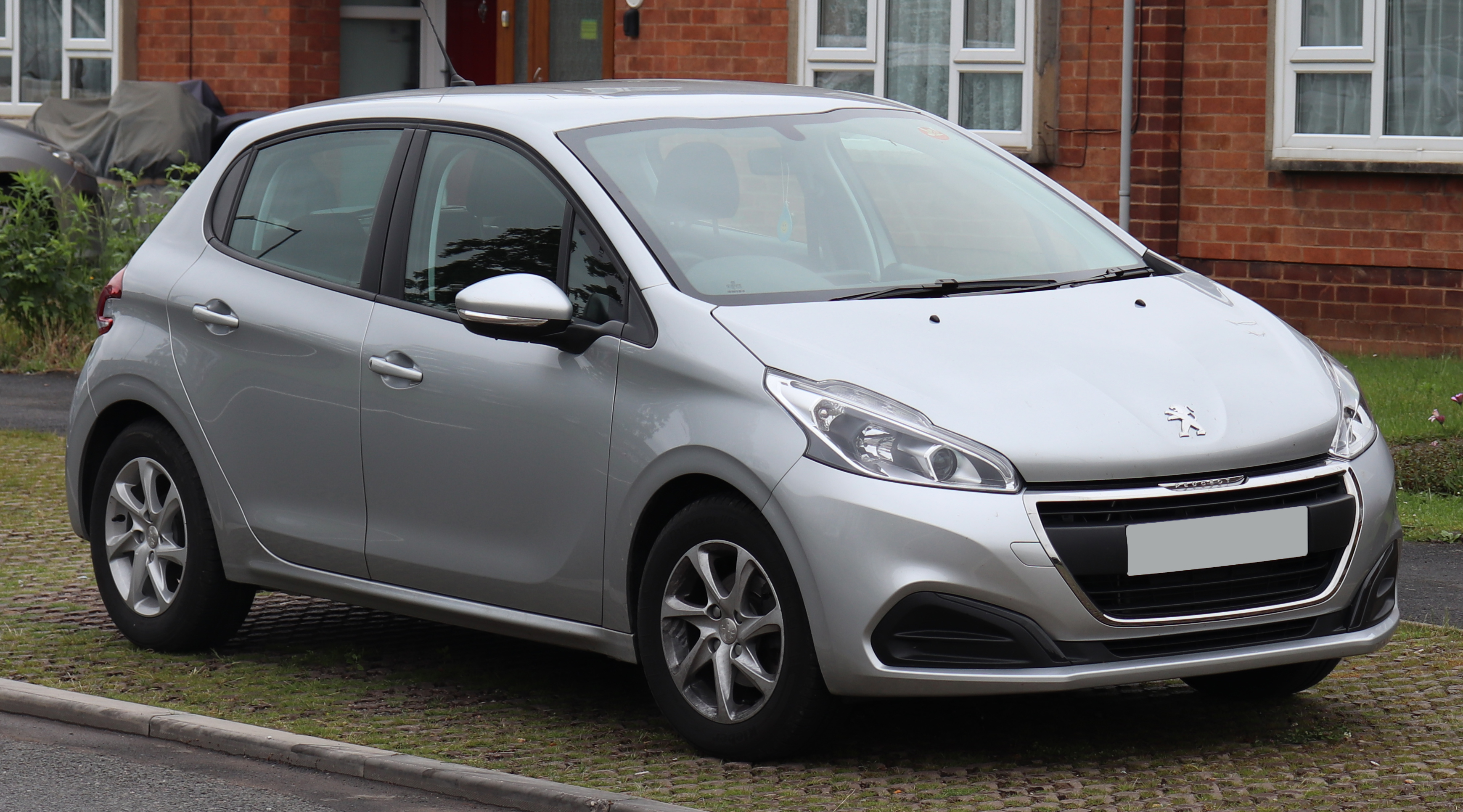
Peugeot 208 5-дв. (з 2015)

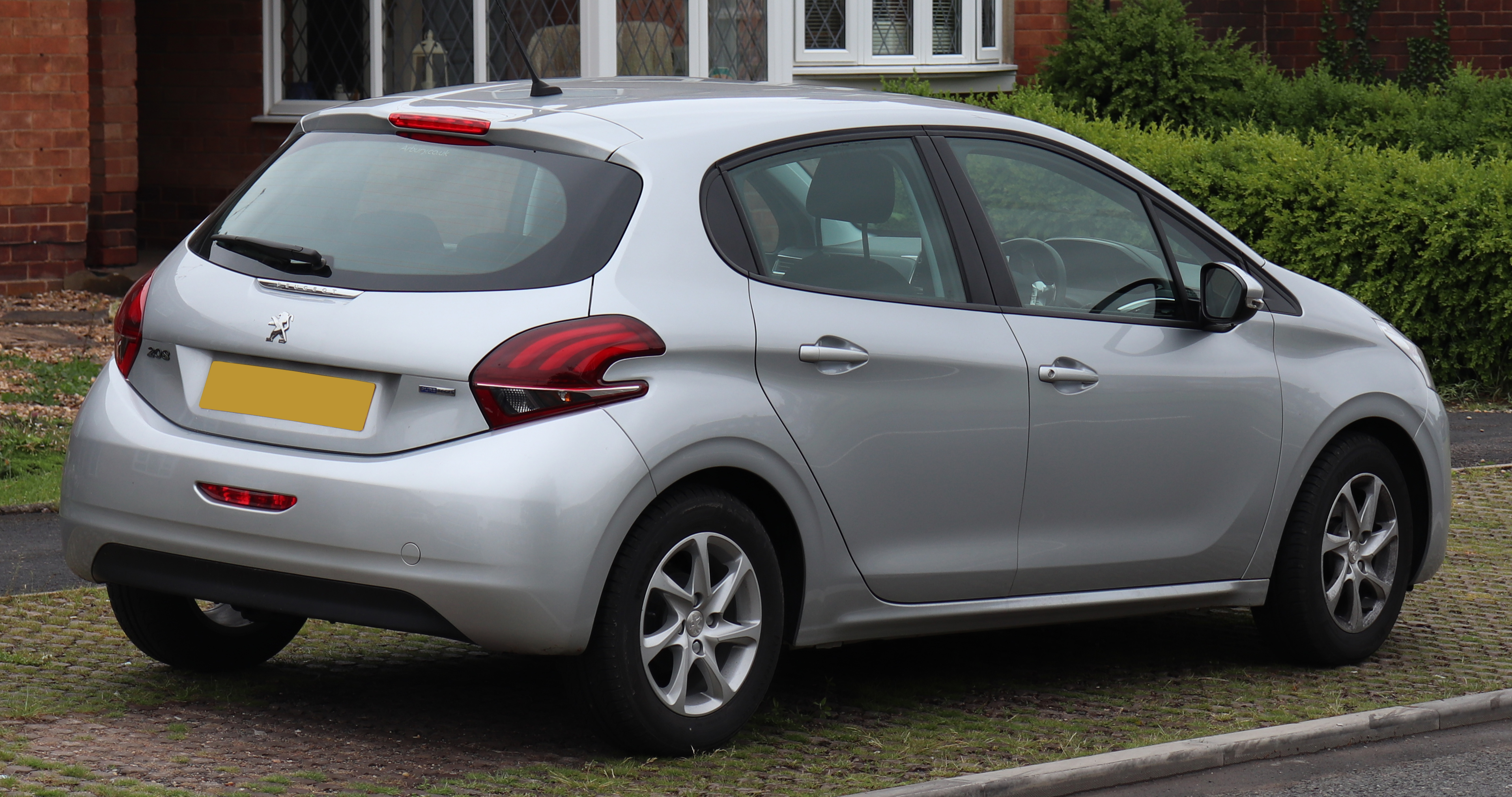
Peugeot 208 5-дв. (з 2015)

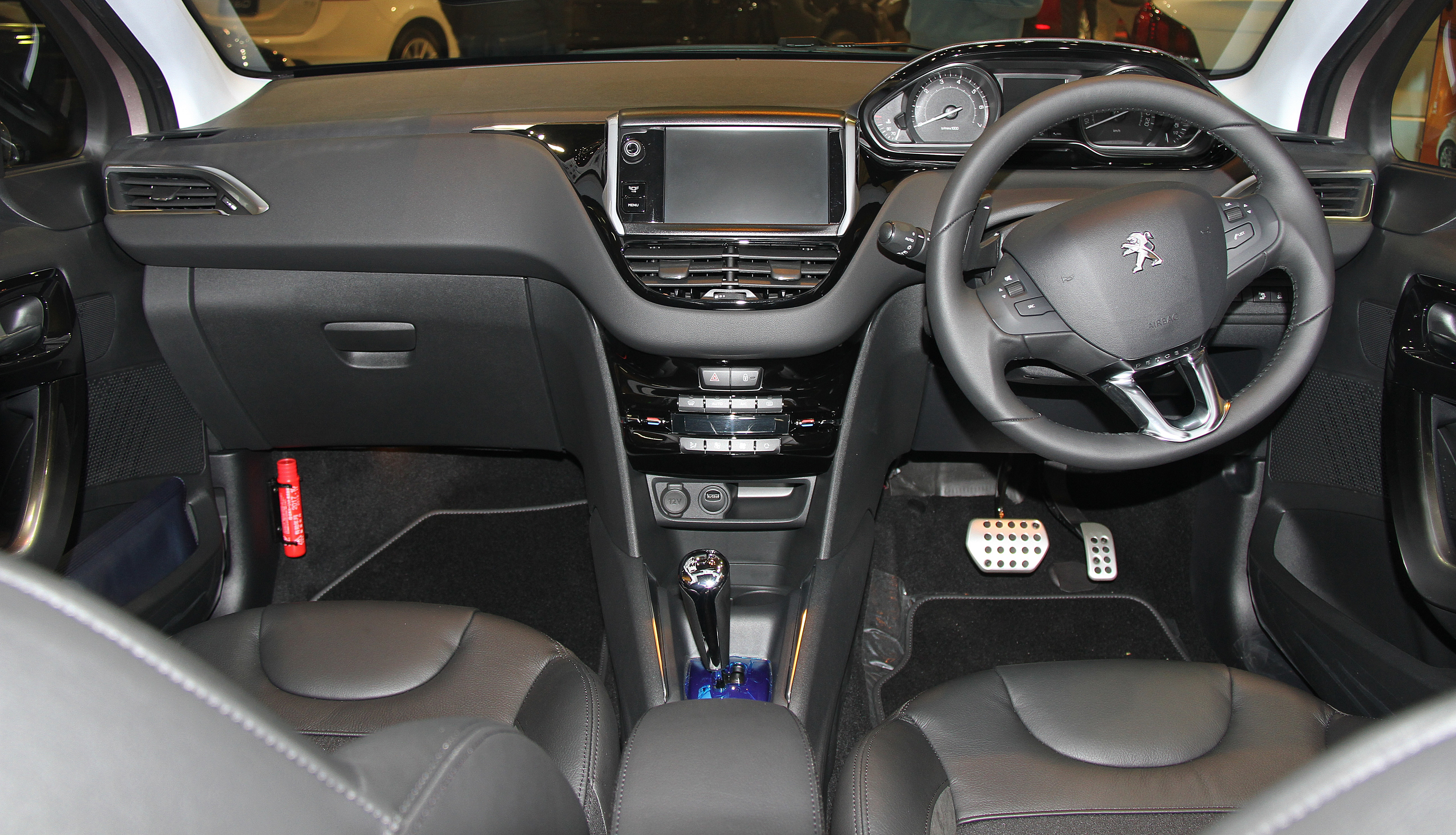
Салон

Автомобіль розроблений під кодовою назвою «A9» і побудований на платформі PSA PF1. У порівнянні з Peugeot 207 вага скорочена на 110—173 кілограмів, салон став просторішим. Об'єм багажного відділення становить 285 л, що на 15 л більше, ніж 207. Простір для ніг на задніх сидіннях збільшився на 5 см. Також у комплектацію автомобіля входить бортовий комп'ютер.
Весною 2015 року представлено оновлений Peugeot 208 із дещо зміненим зовнішнім виглядом та новими двигунами.

### Двигуни
Усі двигуни відповідають стандарту Євро-5. Дизельні двигуни мають викиди CO2 99 г/км або менше. 208 пропонують із двома новими трициліндровими бензиновими двигунами зі змінними фазами газорозподілу — 1,0 VTi і 1,2 VTi, 1,6-літровим VTi, двома турбованими THP об'ємом 1,6 літра, двома дизельними напівгібридами об'ємом 1,4 і 1,6 літра і звичайними дизельним 1,4 літровим двигуном.
Бензинові
- 1,0 л 68 VTi Р3 68 к. с.
- 1,2 л PureTech 68 Р3 68 к. с.
- 1,2 л PureTech 72 Р3 72 к. с.
- 1,2 л PureTech 82 Р3 82 к. с.
- 1,2 л PureTech 110 Р3 турбо 110 к. с.
- 1,4 л 95 VTi Р4 95 к. с.
- 1,5 л 93 VTi Р4 93 к. с.
- 1,6 л 120 VTi Р4 120 к. с.
- 1,6 л 155 THP Р4 турбо 156 к. с.
- 1,6 л 165 THP Р4 турбо 163 к. с.
- 1,6 л GTi 200 THP Р4 турбо 200 к. с.
- 1,6 л GTi 30th Р4 турбо 208 к. с.

Дизельні
- 1,4 л HDi FAP 68 dv4c Р4 68 к. с.
- 1,4 л e-HDi FAP 68 dv4 Р4 68 к. с.
- 1,6 л HDi FAP 75 dv6 Р4 75 к. с.
- 1,6 л BlueHDi FAP dv6 75 Р4 75 к. с.
- 1,6 л e-HDi FAP 92 dv6 Р4 92 к. с.
- 1,6 л BlueHDi FAP 100 dv6 Р4 99 к. с.
- 1,6 л e-HDi FAP 115 dv6 Р4 115 к. с.
- 1,6 л BlueHDi FAP 120 dv6 Р4 120 к. с.

### Трансмісія
В Україну поставляються автомобілі тільки з бензиновими двигунами, які обладнуються 5-ступеневими МКПП, в Європі ж доступні дизелі та напівгібриди з 5- і 6-швидкісними МКПП та роботизованими МКПП. Передня підвіска — незалежна, типу Макферсон, з гвинтовими пружинами й гідравлічними амортизаторами; задня — залежна, з поперечною балкою, що деформується, і такими ж пружинами й амортизаторами.
Більшість версій 208 обладнані 5-ступеневою механічною трансмісією від Peugeot, у той час, як 1,2-літровий PureTech, потужністю 110 к. с., може бути поєднаний із фірмовою автоматичною коробкою передач EAT6. Вона гармонійно працює та набагато краща, ніж повільна, неповоротка автоматизована механічна коробка передач ETG, яка досі пропонується із 82-сильною версією двигуна PureTech, об'ємом 1,2 л. Точна 6-ступенева механічна трансмісія прибережена для потужного 1,6-літрового HDi та всіх бензинових версій 1,6 л. На жаль, на сьогодні для дизельних двигунів не передбачена опція автоматичної трансмісії.

### Комплектації
Всього доступно 6 комплектацій: «Access» (Доступний), «Access+» (Доступний Плюс), «Active» (Активний), «Allure» (Привабливий), «Feline» (Котячий) і «Ice Velvet» (Крижаний Оксамит) (тільки для 3-дверної версії). У базовій комплектації автомобіль має ABS, AFU (систему допомоги при екстреному гальмуванні), EPS, подушки безпеки (передні, бічні і бічні шторки) та інші стандартні опції. Додатковими опціями є система Старт-стоп, 17-дюймові диски (у стандарті 15 або 16-дюймові), центральний підлокітник, шкіряні сидіння та ін. Ціни у Великій Британії починаються з позначки 9995 £ за тридверну версію і 10 595 £ — за 5-дверну.

### Peugeot 208 GTi

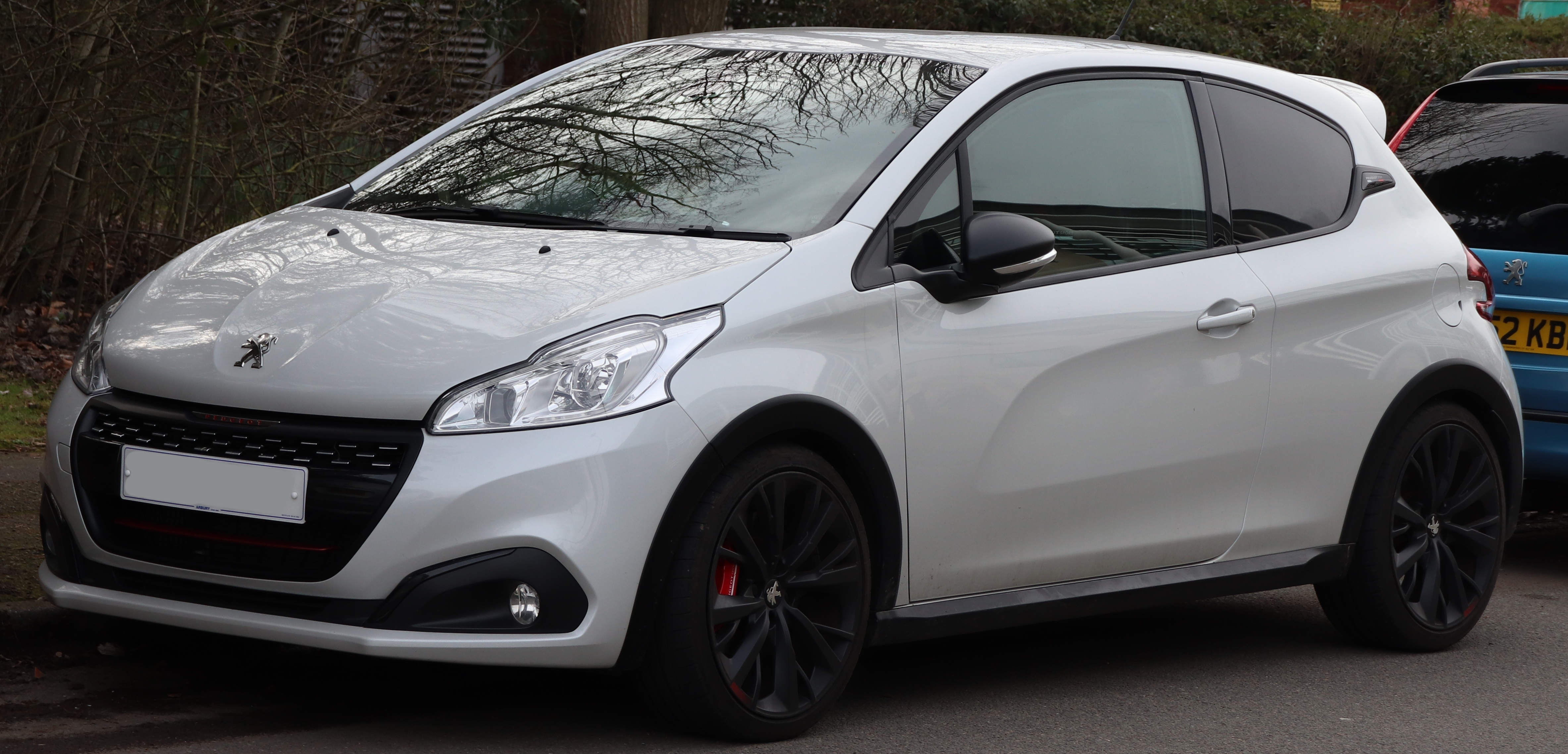
Peugeot 208 GTi

У 2013 році почалися продажі Peugeot 208 GTi, після презентації на автосалоні в Парижі 2012 року. 208 GTi комплектується 4-циліндровим 1,6-літровим турбодвигуном потужністю 200 к. с. від Peugeot RCZ. Зв'язок із відомим 205 GTi знаходить свій відбиток у кожній деталі.
На розсуд покупця представлено три комплектації. Базова модель пропонується із 17-дюймовими литими дисками коліс, заднім спойлером, протитуманними фарами з віражною функцією, подвійними хромованими вихлопними патрубками, DAB/CD системою із 7,0-дюймовим сенсорним екраном. Модель GTi Prestige додасть: чорні диски коліс, систему супутникової навігації та панорамний дах. Виразна GTi by Peugeot Sport найдорожча модель лінійки. Вона стандартно постачається з системою супутникової навігації та скляним дахом. Їздить вона на 18-дюймових литих дисках із червоними гальмівними супортами позаду передніх коліс, з нижчою на 10 мм підвіскою, ширшою на 6 мм колією та тугішими ресорами. За безпеку водія та пасажирів відповідають повний комплект подушок, монітори тиску в шинах, обмежувач швидкості. За додаткову плату моделі GTi та GTi by Peugeot Sport можна доповнити системою «Active City Braking», яка, на жаль, недоступна для GTi Prestige.

## Друге покоління (з 2019)

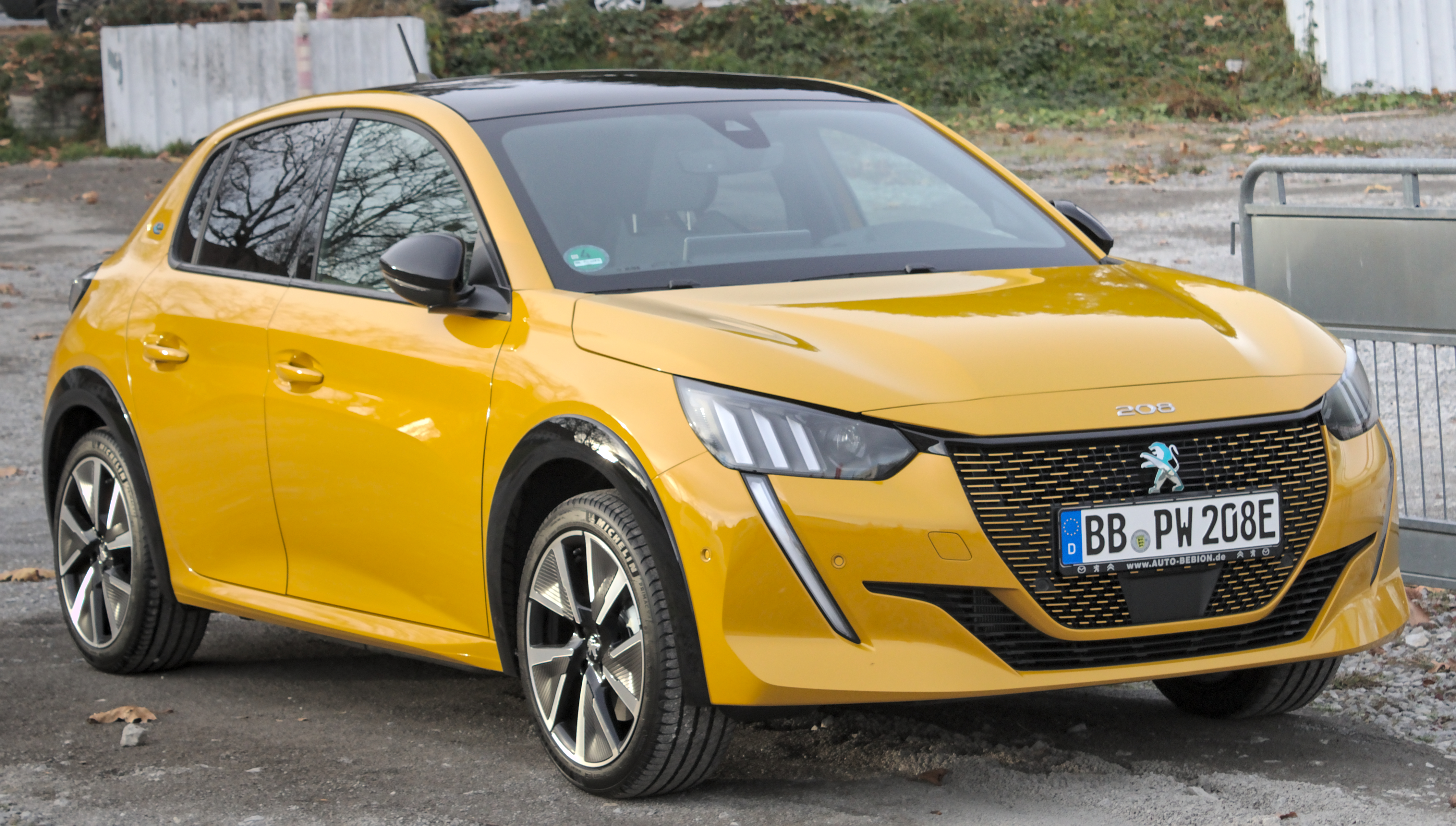
Peugeot e-208 ІІ (2019-2023)

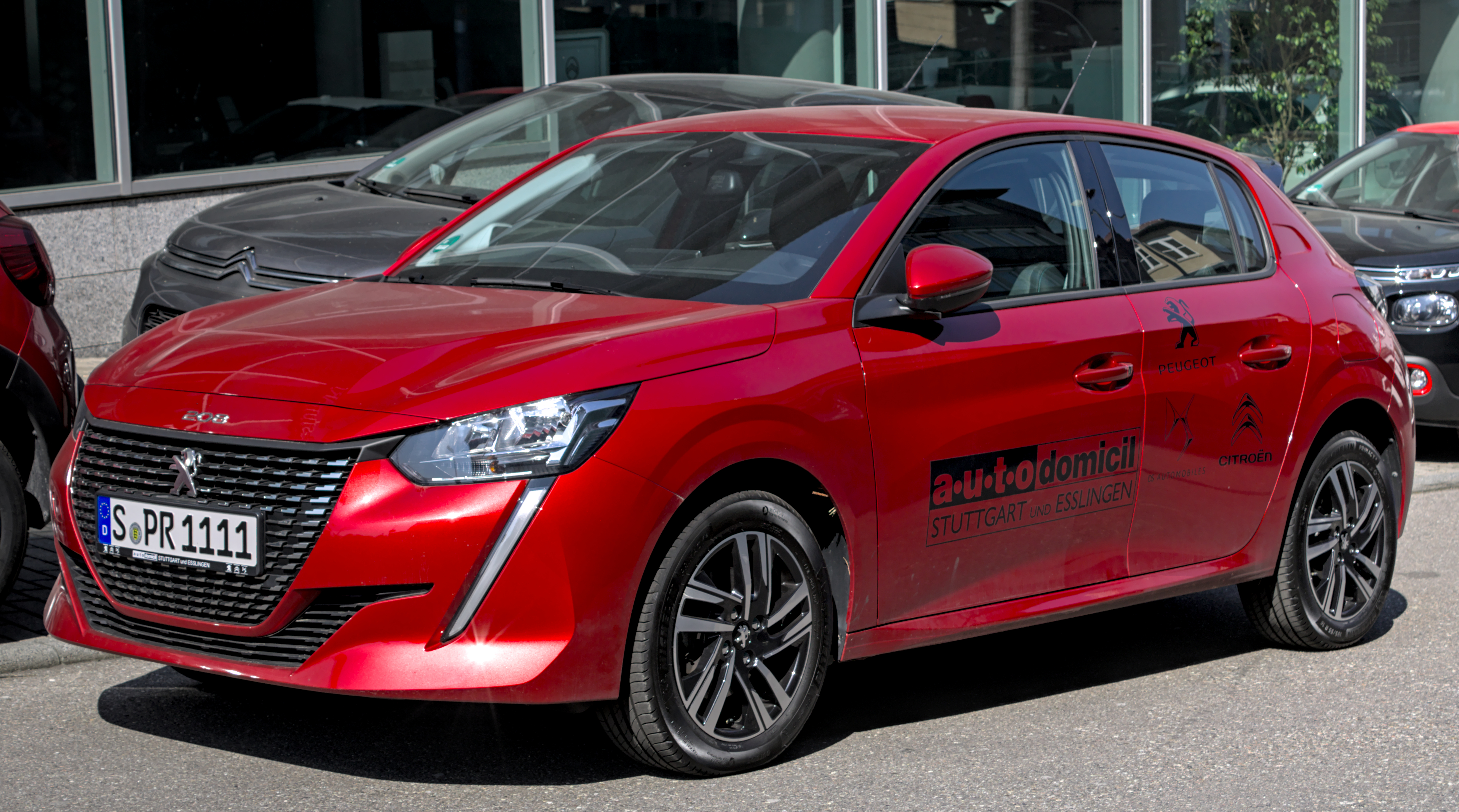
Peugeot 208 ІІ (2019-2023)

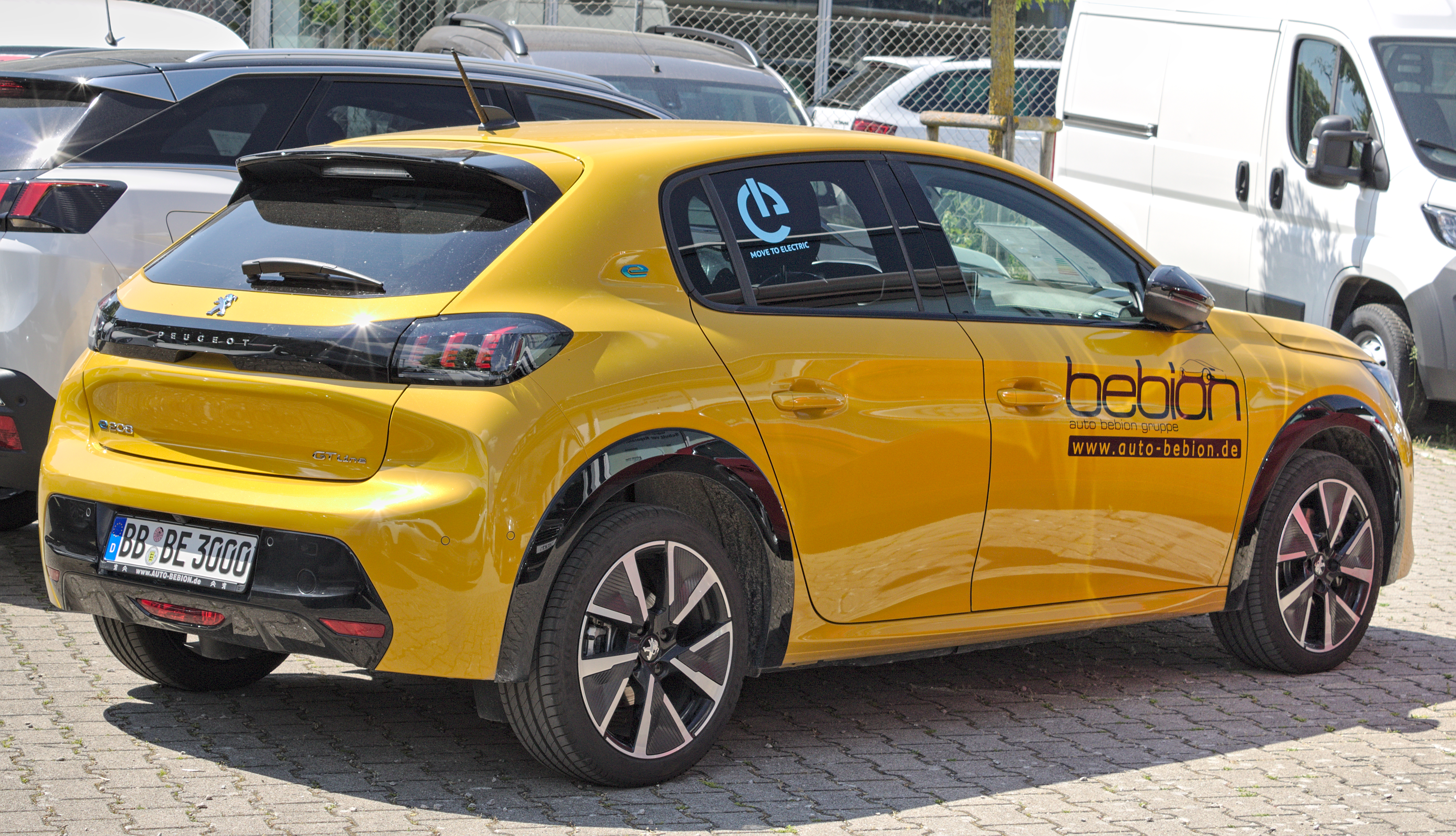
Peugeot e-208 ІІ (2019-2023)

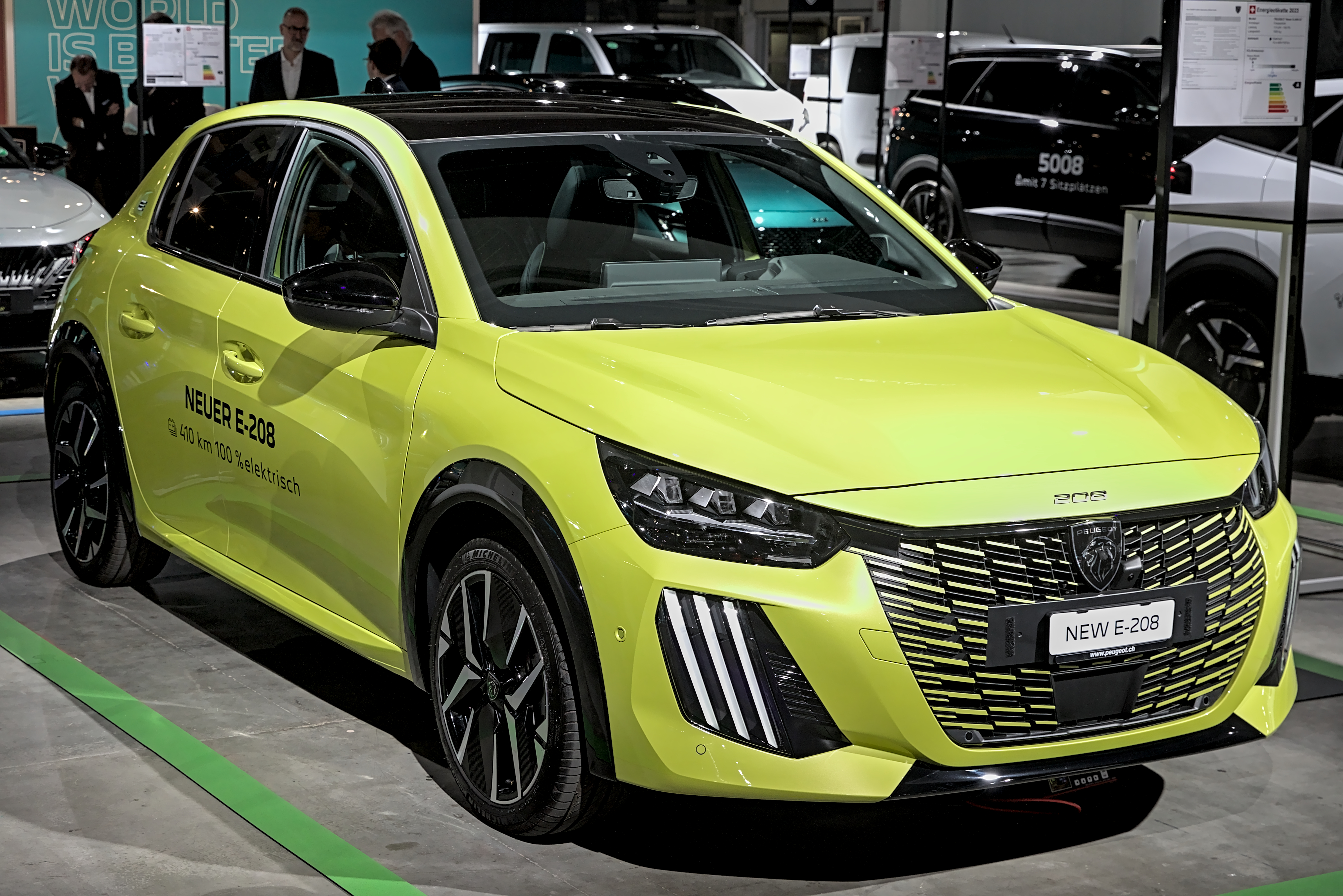
Peugeot e-208 ІІ (з 2023)

У березні 2019 року на Женевському автосалоні дебютує друге покоління Peugeot 208, збудоване на платформі CMP/e-CMP.
Бензиновий мотор один: трициліндровий PureTech 1.2, але є три версії потужності — PureTech 75 (з 5-ступеневою МКПП), PureTech 100 (з 6-ступеневою МКПП або з 8-діапазонною АКПП EAT8) і PureTech 130 (з 8-ступеневою АКПП).
Дизель у хетчбека один: чотирициліндровий BlueHDi 1.5 потужністю 100 к. с., поєднаний із 6-ступеневою МКПП. Все ДВЗ на 208-му за замовчуванням комплектуються системою start/stop. Бензинові двигуни відповідають нормам по вихлопу Euro 6D, а дизелі — Euro 6D Temp.

### Peugeot e-208

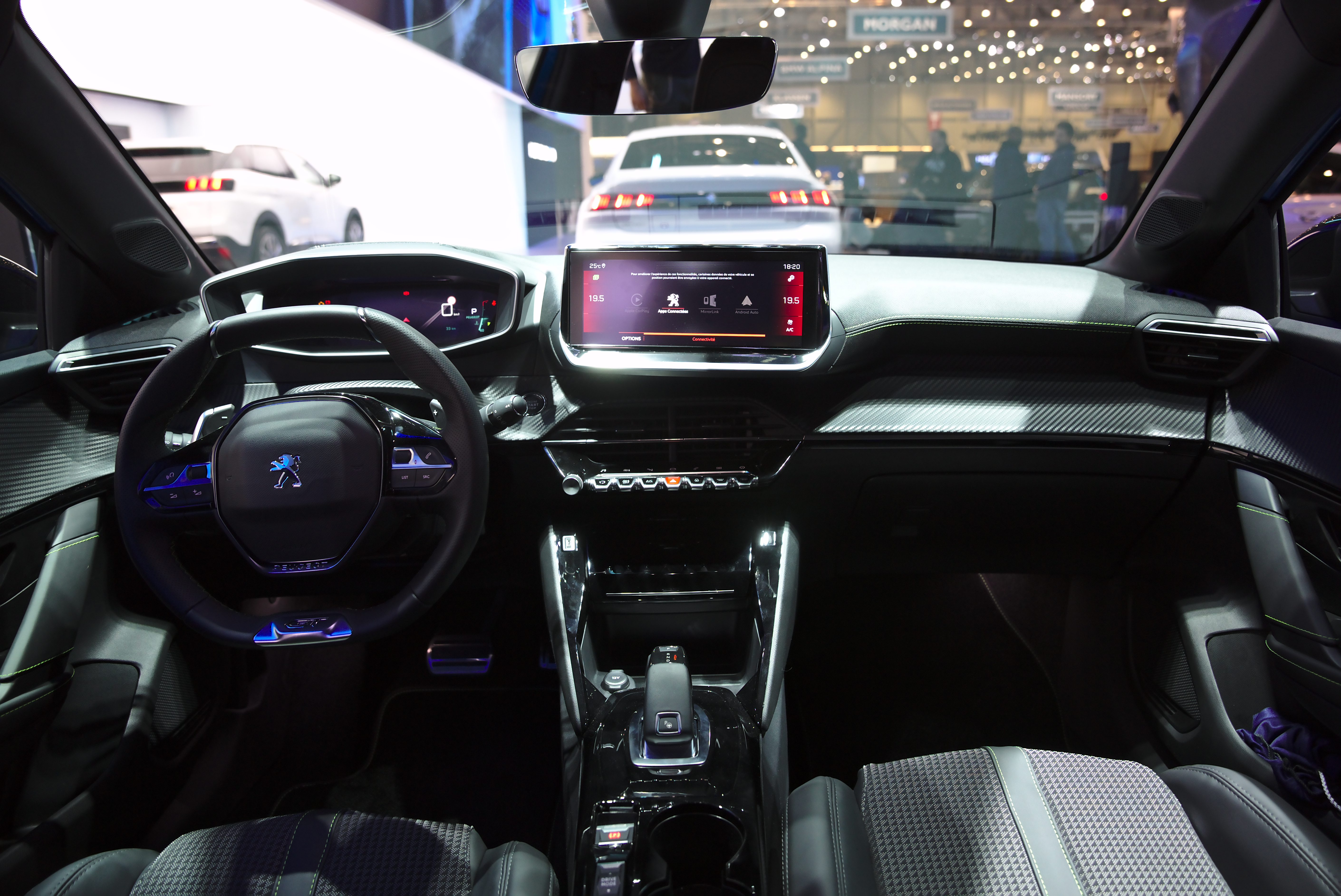
Салон Peugeot 208 ІІ

Хетчбек Peugeot e-208 отримав електродвигун потужністю 136 к. с. і 260 Н·м. Його тягова батарея володіє місткістю 50 кВт·год, яких вистачає на 340 км ходу в циклі WLTP або 450 км у циклі NEDC. Водій може вибрати один із трьох режимів руху: Eco (максимізація пробігу на одній зарядці), Normal (звичайна повсякденна поїздка) і Sport (активація повної динаміки, що означає розгін з місця до сотні за 8,1 с). Є також перемикання між двома рівнями рекуперації енергії на гальмуванні: Moderate (помірний, який можна порівняти з гальмуванням двигуном на машині з ДВЗ) і Augmented (збільшений, при якому досягається рух із контролем і прискорення, і гальмування тільки педаллю акселератора).
Повна зарядка електрокара від домашньої розетки вимагає 16 годин, від настінного зарядника Wall Box — вісім годин (однофазний варіант на 7,4 кВт) або 5 год 15 хв (трифазний на 11 кВт). Від публічної станції швидкої зарядки (до 100 кВт) акумулятор наповниться на 80 % за пів години.
Peugeot 208 2020-го модельного року отримав оновлений салон. У стандартній версії сидіння обшиті текстилем, у топових варіантах — штучною шкірою. На вибір представлено 8 кольорів швів крісел та декоративних вставок на торпедо і внутрішньому боці дверей. Як опція пропонується панорамний дах.
Багажник у Peugeot 208 має об'єм 311 літрів та збільшується до 1106 літрів завдяки складеним заднім сидінням.

### Двигуни
Бензинові
- 1.2 PureTech 75 EB2FA І3 75 к. с. 111 Н·м
- 1.2 PureTech 100 EB2ADTD turbo I3 100 к. с. 205 Н·м
- 1.2 PureTech 130 EB2DTS turbo I3 130 к. с. 230 Н·м
- 1.6 EC5 бензин/flexfuel I4 (Аргентина)

Дизельні
- 1.5 BlueHDi 100 DW5 І4 100 к. с. 250 Н·м
- 1.6 HDI DV6 I4 (Марокко)

Електричні
- e136 136 к. с. 260 Н·м

## Спорт

### Peugeot 208 T16

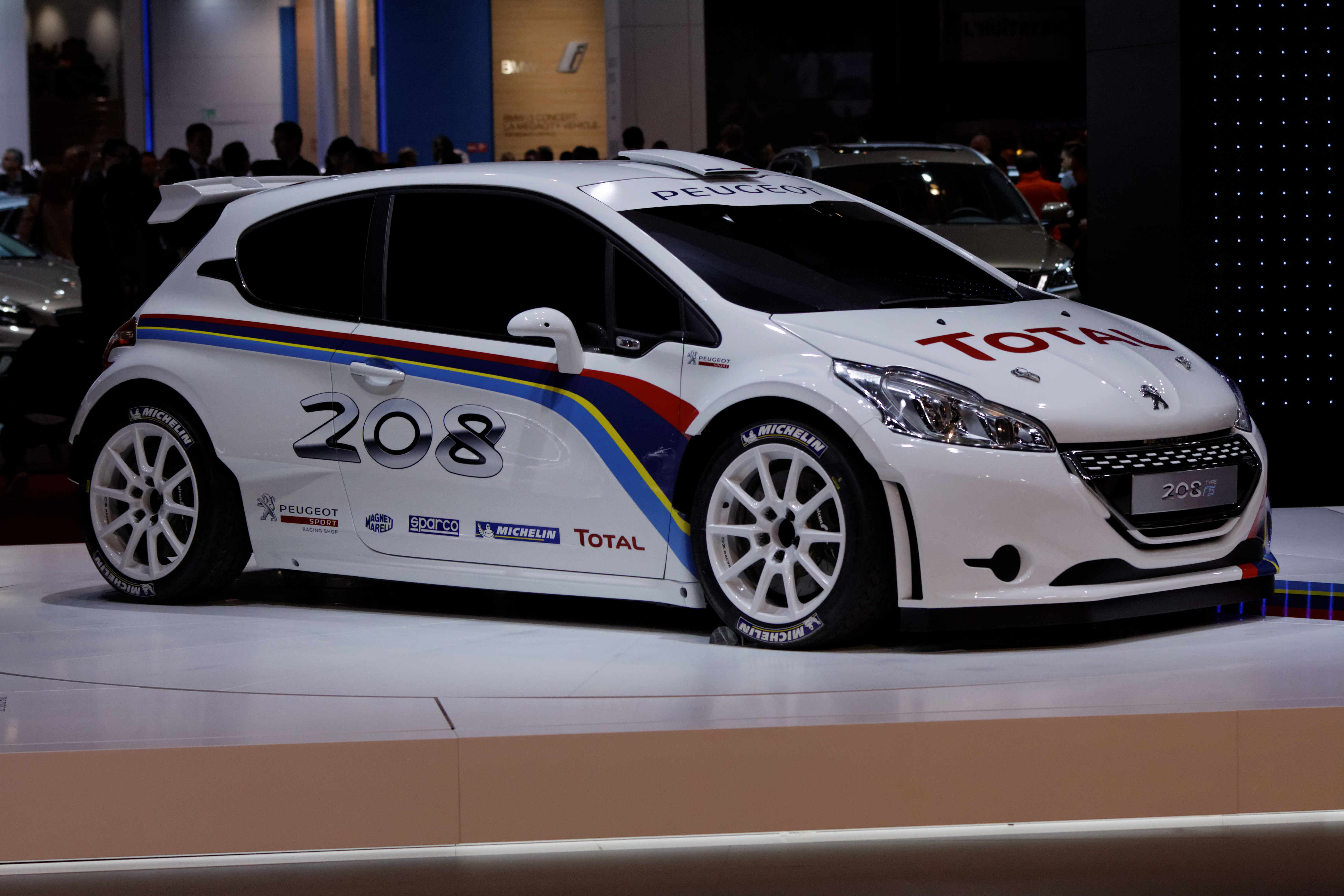
Peugeot 208 T16

У липні 2013 року представлена спортивна версія Peugeot 208 T16, розроблена для спеціалізованих регіональних і національних змагань.